# Japanska LPGA-touren
Japanska LPGA-touren är en professionell golftour för kvinnor som är medlemmar i Ladies Professional Golfers' Association of Japan. Det är den andra mest betydelsefulla golftouren för kvinnor i världen, den viktigaste är LPGA-touren. 2006 finns 36 officiella tävlingar på schemat med en prissumma på totalt över 24 miljoner amerikanska dollar.
Tourens huvudsakliga tävlingar är Japan Open, JLPGA Championship och JLPGA Tour Championship. En av de största tävlingarna, Mizuno Classic hålls tillsammans med LPGA-touren.